# Spilosoma lentifasciata
Spilosoma lentifasciata là một loài bướm đêm thuộc phân họ Arctiinae, họ Erebidae.